# ChemistrySelect
ChemistrySelect  ist eine Peer-Review Fachzeitschrift die Artikel aus allen Bereichen der Chemie und angrenzenden Feldern publiziert.
Es wird von Wiley-VCH im Auftrag von Chemistry Europe verlegt und ist eine Schwesterpublikation von anderen Zeitschriften, die von Wiley-VCH verlegt werden, darunter die Angewandte Chemie und Chemistry – A European Journal. Die Zeitschrift wird im Science Citation Index Expanded und bei Scopus indiziert.
Nach der Statistik des Web of Science hatte die Zeitschrift 2020 einen Impact Factor von 2,109.

## Schwesterzeitschriften
ChemistrySelect gehört zu Chemistry Europe, einer Gemeinschaft von 16 chemischen Gesellschaften aus 15 europäischen Ländern. Diese veröffentlichen eine Familie von chemischen Fachzeitschriften, darunter Chemistry – A European Journal, European Journal of Organic Chemistry, European Journal of Inorganic Chemistry, Chemistry — Methods, Batteries & Supercaps, ChemBioChem, ChemCatChem, ChemElectroChem, ChemMedChem, ChemPhotoChem, ChemPhysChem, ChemPlusChem, ChemSusChem, ChemSystemsChem und ChemistryOpen.